# サーラグループ
サーラグループは、サーラコーポレーションを純粋持株会社として、サーラエナジー、サーラ住宅など46社で構成する企業グループである。グループの従業員数約4,500名（2020年12月現在）、売上高約2,117億円（2020年度）。

## 概要
1909年（明治42年）10月10日に創立された豊橋瓦斯を起源に持つ。1943年（昭和18年）9月、豊橋瓦斯と浜松瓦斯の合併により中部瓦斯が設立し、中部ガスグループとなる。
2002年（平成14年）5月、ガステックサービス、中部、新協オートサービス（現・サーラカーズジャパン）の株式移転により、3社の共同持株会社であるサーラコーポレーションを設立。2004年（平成16年）にサーラグループと名称を変更し、グループ統一ブランドを「SALA」とする。「SALA」とは、Space（空間）、Art（美しさ）、Living（生活）、Amenity（快適）の4つの頭文字を使った造語で、「生活をより美しく快適に」というグループ共通の思いが込められている。また、イタリア語で「サロン、心の支え、団らんの場」などを意味している。2016年（平成28年）7月には、サーラコーポレーションが上場会社であった中部ガス、サーラ住宅を株式交換により完全子会社化することでグループを一本化した。
エネルギー&ソリューションズを核とし、エンジニアリング＆メンテナンス、ハウジング、カーライフサポート、アニマルヘルスケア、プロパティ、その他の事業を展開する。また、10歳以下の8人制サッカーのサーラカップやミニバスケットボールのサーラ杯などのスポーツ振興も行っている。プロスポーツの会場となる豊橋市民球場や浜松球場、豊橋市総合体育館のほか、三遠ネオフェニックス、ジュビロ磐田のユニフォームなどに広告を拠出している。
2009年（平成21年）10月10日にサーラグループの創立100周年を迎え、豊橋鉄道東田本線では記念の広告車輌（豊橋鉄道市内線モ3501サーラ号）が運行されたほか、サーラグループ創立100周年記念豊橋交響楽団特別演奏会の開催など様々な記念事業が行われた。

## グループ企業

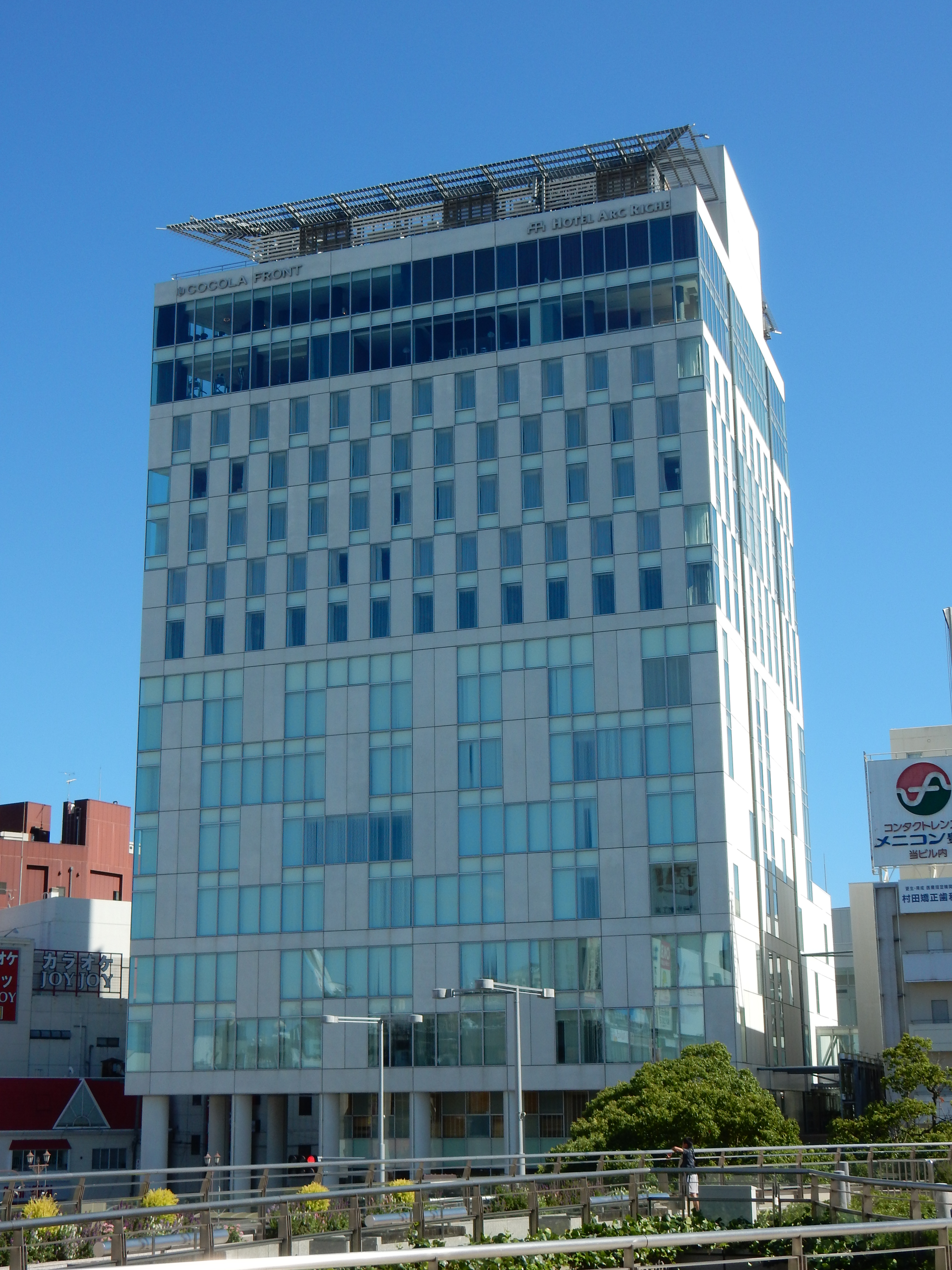
サーラグループの中核施設
ココラフロント（サーラタワー）

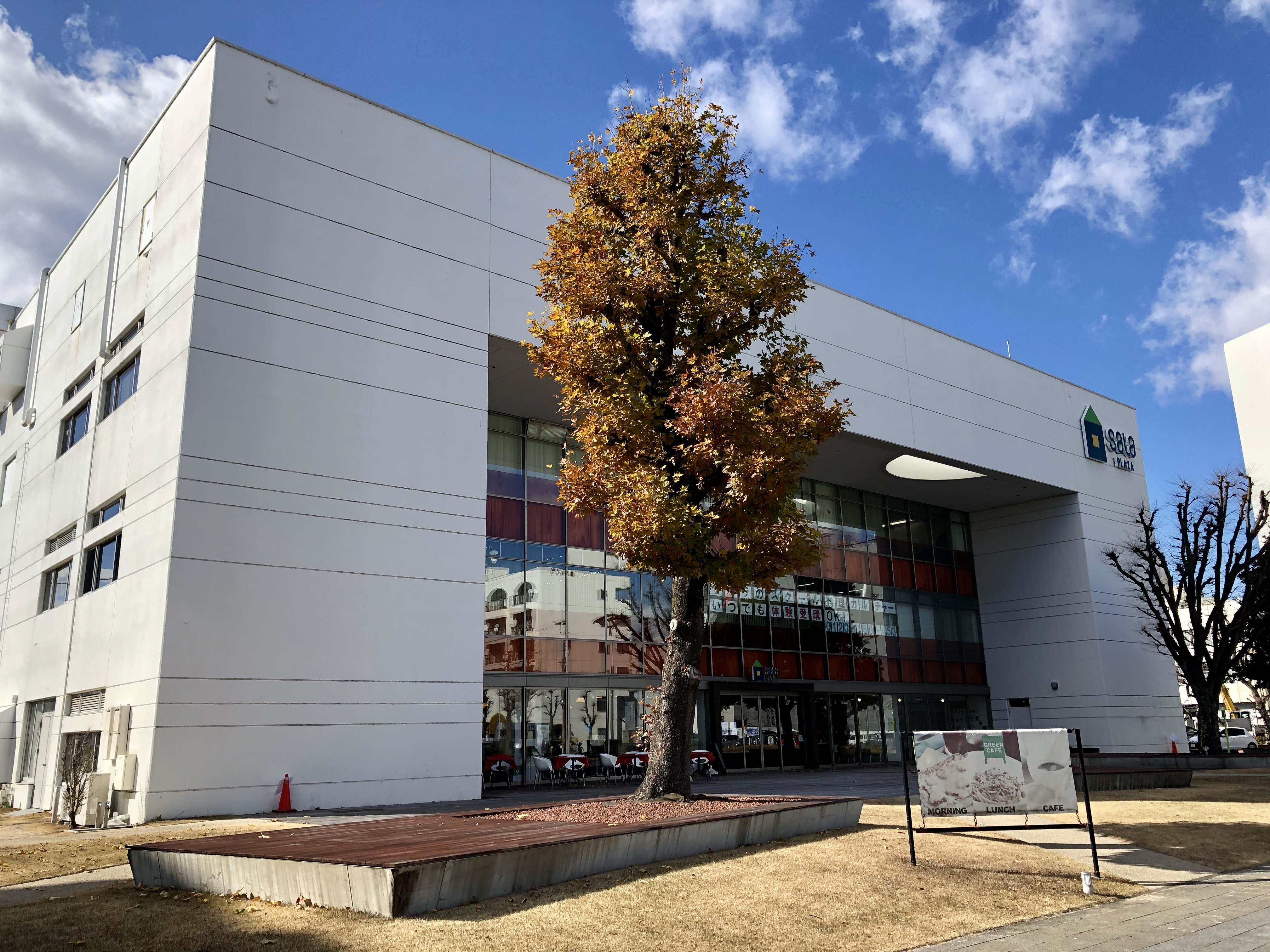
サーラプラザ豊橋

### 純粋持株会社
- 株式会社サーラコーポレーション

### エネルギー&ソリューションズ事業
- サーラエナジー株式会社（旧・中部ガス株式会社）
  - サーラE&L東三河株式会社
  - サーラE&L浜松株式会社
  - サーラE&L名古屋株式会社
  - サーラE&L静岡株式会社
  - グッドライフサーラ関東株式会社
  - サーラeエナジー株式会社
  - サーラeパワー株式会社
- サーラE&Lサポート株式会社（旧・株式会社ガスリビング浜松西部）
- サーラ物流株式会社
- 株式会社リビングサーラ
- サーラの水株式会社
- 三河湾ガスターミナル株式会社
- 中部プロパンスタンド有限会社
- 浜松プロパンスタンド有限会社
- 株式会社日興
- 株式会社KANTOH
- 神野オイルセンター株式会社

### エンジニアリング&メンテナンス事業
- 株式会社中部
  - 神野建設株式会社
  - 株式会社中部技術サービス
  - 株式会社鈴木組
  - 西遠コンクリート工業株式会社
  - トキワ道路株式会社
  - 株式会社誠和警備保障
  - 株式会社中部ビルサービス
  - 株式会社昭和クリーナー
  - テクノシステム株式会社

### ハウジング事業
- サーラ住宅株式会社
  - 太陽ハウジング株式会社
  - 株式会社宮川工務店
  - エコホームパネル株式会社
- 中部ホームサービス株式会社
- サーラハウスサポート株式会社

### カーライフサポート事業
- サーラカーズジャパン株式会社

### アニマルヘルスケア事業
- 株式会社アスコ
  - 大和薬品工業株式会社
  - ホクヤク株式会社
  - 株式会社エイ・エム・アイ

### プロパティ事業
- サーラ不動産株式会社（旧社名：中部ガス不動産株式会社）[5]
- 株式会社サーラホテル＆レストランズ
- サーラスポーツ株式会社

### その他事業
- サーラフィナンシャルサービス株式会社
- 株式会社サーラビジネスソリューションズ
- 株式会社エムキャンパス
- 新協技研株式会社

### 現存しない会社
- ガステックサービス株式会社
- 株式会社ガスリビング中部
- 株式会社ガスリビング浜松北部
- サーラガス磐田株式会社
- 株式会社サーラライフスタイルイノベーション

### 社会貢献事業
- 公益財団法人神野教育財団：サーラグループ創業者の神野三郎氏の遺訓により、1942年（昭和17年）4月9日に「財団法人神野報恩会」として愛知県教育委員会より認可を受け設立。後に改称。